# ワーモス
ワーモス（英称：Warmoth Guitar Products, Inc.）は、アメリカ合衆国ワシントン州の楽器製造会社。フェンダーライセンスド工場である。

## 概要
1974年にKenneth WarmothとLynn Ellsworth、John Faddenの3人で、ギターのボディやネックなどの木材加工サービスを始める。1978年に会社組織としてBoogie Bodiesを立ち上げた。
設立当時は、ウェイン・シャーベルとの関係が深く、ショップに納入したり組み込みを委託し、Mighty Miteからギターやベースを販売もしていた。この頃、顧客にはエリック・クラプトンやエドワード・ヴァン・ヘイレンなどがいた。
1980年に創業者の一人であるLynn Ellsworthが辞職し、それをきっかけにBoogie Bodiesは解散し、残りの従業員と共に新しくワーモスとして会社を立ち上げた。
その後、ペンサ・サーやヴァレー・アーツ、サドウスキー、ヤマハなどの様々なメーカーからカスタムギターの下請け製造を受注することとなった。当時の同業者としてはシェクター(トム・アンダーソン)やラシド(ゴダン)などがいる。
1990年代から下請け製造の業務を多く占めていたヤマハがバブル崩壊後に150億円の負債を抱えるなど経営悪化し、ワーモスから中国企業へ発注を切り替え始める。
これらを機に1998年にOEM製造業務を縮小し、新型CNCを導入するなど製造コストを下げ、個人向けにインターネット通販を通じてネックやボディの販売を開始した。
主にギターメーカーのOEMや楽器製造下請けなどを行っている会社である。主な製造を担当した企業はフェンダー、シャーベル初期、Mighty Mite、ヤマハのパシフィカシリーズ、サドウスキー、ペンサ、Pensa Suhr、ヴァレー・アーツなどがある。
現在でもフェンダーライセンスド工場であり、DIYやリプレイスメントパーツとして、個人向けにもネックやボディを販売している。

## 主な製造ブランド
- シャーベル - 1974年～1978年
- Mighty Mite - 1978年～1998年
- ヤマハ
  - PACIFICAUSAシリーズのネック(PACUSA1[2]、PACUSA2、PAC604、904等) - 1989年～1998年
  - PACIFICA国内向け900シリーズのネック(921、912等) - 1990年～1998年
- ヴァレー・アーツ - 1977年～
  - Custom Proシリーズ
- ペンサ/ペンサ・サー - 1978年～
- サドウスキー - 1980年代～1998年
- Line 6 & Warmoth
  - Variaxシリーズ - 2005年～2008年
- ジェームス・トラサート - 2000年～
- PGM - 1980年代～1998年
  - ムーンギターズ
  - Vanzandt

## 使用アーティスト
- Chris Shiflett (フー・ファイターズ)[3]
- Rivers Cuomo (ウィーザー)
- Matt Sharp (ウィーザー)
- Dustin Kensrue (スライス (バンド))
- Tobin Joseph Esperance (パパ・ローチ)
- Paul Crook (元アンスラックス)
- Ed King (レーナード・スキナード)
- Chris Juergensen
- エドワード・ヴァン・ヘイレン(初期のギター)
- ジョー・ペリー(エアロスミス)
- James "Munky" Shaffer (コーン)
- Henry Kaiser
- Drew Taubenfeld(デミ・ロヴァートバンド)
- 萩原健也